# Дельта (научно-технический центр)
Научно-технический центр «Дельта» — грузинское научно-производственное объединение.

## История
История «Дельты» берёт начало с 60-х годов 20-го века. В нынешнем виде научно-технический центр существует с 2010 года. Он объединил шесть научно-исследовательских институтов и Тбилисский авиазавод, и находится под контролем министерства обороны Грузии.

## Деятельность
«Дельта» производит БМП «Лазика», серию бронированных машин «Дидгори», беспилотные многофункциональные вертолеты, пистолеты, снайперские и штурмовые винтовки, полицейские и военные снаряжения. Военно-научный центр занимается также разработкой минометов и гранатометов, которые успешно реализует за рубежом.

### Контракт на Дидгори Медэвак
«Дельта» во вторник 2 февраля 2016 года, заявила что выиграла контракт на поставку в Саудовскую Аравию «более 100» бронированных автомобилей медицинской эвакуации (Didgori Medevac). Контракт оценивается «до 100 млн лари» (около 45 млн долларов США). "Первая партия из 12 автомобилей была отправлена в Саудовскую Аравию 30 января .
Согласно информации «Дельты» среди других участников тендера, объявленного Министерством обороны Саудовской Аравии в 2014 году, были Oshkosh Defense; Lenco Armored Vehicles; STREIT Group, and International Armored Group (IAG). На заключительном этапе конкурса грузинская машина «выбила» Lenco BearCat. Договор с Саудовской Аравией был подписан в декабре 2015 года. Главный исполнительный директор компании «Дельта» Уча Дзодзуашвили сообщил, что контракт является первым такого рода, и это «огромный успех» для грузинской оборонной промышленности. По его словам "Дельта ведет «предварительные переговоры» по двум другим отдельным договорам общей стоимостью 290 млн лари.

### Контракт на Боевые модули
По информации контракт на поставки военной техники стоимостью в $32 млн между Саудовской Аравией и грузинской компанией «Дельта» был заключен в марте 2016 года, и на его основании грузинская сторона уже в июне должна поставить Саудовской Аравии первую партию боевых модулей.
Проданные Саудовской Аравии модули аналогичны тем, что были установлены на боевой машине пехоты Лазика (БМП), изготовленной «Дельтой» в 2012 году.

## Продукция
- Didgori-1 — Бронетранспортёр , Экипаж 8+1 , V-образный
- Didgori-2 — Бронетранспортёр , Боевая разведывательная машина
- Didgori-3 — Бронетранспортёр , Экипаж 9+3 ,
- Дидгори Медэвак — Бронированная медицинская машина (БММ)
- Лазика — Боевая машина пехоты ,
- ZCRS-122 — Реактивная система залпового огня
- БРДМ-2 — Модернизированные БРДМ-2
- G5 — Грузинская Автоматическая Винтовка — G-5 (прототип)
- GMM-120 — Самоходный миномёт
- Scorpion — Бесшумный пистолет